# Nový Kostel
Nový Kostel là một làng thuộc huyện Cheb, vùng Karlovarský, Cộng hòa Séc.